# 切尔基奥
切尔基奥（義大利語：Cerchio），是意大利阿奎拉省的一个市镇。总面积20.12平方公里，人口1734人，人口密度86.2人/平方公里（2009年）。ISTAT代码为066033。